# اوبالدو کنتینیلو
اوبالدو کُنتینیلو (ایتالیایی: Ubaldo Continiello؛ ۴ مه ۱۹۴۱ – ۲۰ ژانویهٔ ۲۰۱۴) آهنگساز و موسیقی‌دان اهل ایتالیا بود.
از فیلم‌هایی که وی در آنها مشارکت داشته‌است، می‌توان به بداندیشی شهوانی، یک زن، دو دوست، چهار عاشق، سفیدبرفی و همراهان، سوبروله… دختر اهل رومانیولا، سوداگر، میل یک زن، دختر دبیرستانی با دوست پدرش کنار دریا، پائولو روبرتو کوتکینو مهاجم میانی موفق، خانم صاحبخانه، هولوکاست جنگل، پلی متل، قضیب‌لیسی، فارفالون و دختر دبیرستانی، شیطان و آب مقدس اشاره کرد.